# جف اسمیسک
جف اسمیسک (به انگلیسی: Jeff Smisek) (زاده ۱۹۵۴) کارآفرین، بازرگان و مدیر ارشد اجرایی آمریکایی است، که اکنون به‌عنوان مدیر عامل اجرایی و رییس هیئت مدیره شرکت‌های یونایتد ایرلاینز و یونایتد کنتیننتال هولدینگز فعالیت می‌کند.